# Přehvozdí
Obec Přehvozdí se nachází v okrese Kolín, kraj Středočeský. Žije zde 334 obyvatel. V roce 2011 zde bylo evidováno 101 adres.
Ve vzdálenosti 5 km severně leží město Český Brod, 13 km západně město Říčany, 16 km severozápadně město Čelákovice a 19 km severně město Lysá nad Labem.
Přehvozdí je také název katastrálního území o rozloze 2,83 km2.

## Historie
První písemná zmínka o obci pochází z roku 1415.

### Územněsprávní začlenění
Dějiny územněsprávního začleňování zahrnují období od roku 1850 do současnosti. V chronologickém přehledu je uvedena územně administrativní příslušnost obce v roce, kdy ke změně došlo:
- 1850 země česká, kraj Pardubice, politický okres Černý Kostelec, soudní okres Český Brod[6]
- 1855 země česká, kraj Praha, soudní okres Český Brod
- 1868 země česká, politický i soudní okres Český Brod
- 1939 země česká, Oberlandrat Kolín, politický i soudní okres Český Brod[7]
- 1942 země česká, Oberlandrat Praha, politický i soudní okres Český Brod[8]
- 1945 země česká, správní i soudní okres Český Brod[9]
- 1949 Pražský kraj, okres Český Brod[10]
- 1960 Středočeský kraj, okres Kolín
- 2003 Středočeský kraj, obec s rozšířenou působností Český Brod

## Pamětihodnosti
- kaplička
- roubenka v čísle 13

## Doprava
Dopravní síť
- Pozemní komunikace – Do obce vedou silnice III. třídy. Ve vzdálenosti 4 km prochází silnice I/12 Praha - Kolín.

- Železnice – Železniční trať ani stanice na území obce nejsou.

Veřejná doprava 2019
- Autobusová doprava – Obcí vedla autobusová linka 660 Český Brod, železniční stanice - Kostelec nad Černými lesy, náměstí. (dopravce ČSAD POLKOST, s. r. o.). V obci jsou dvě autobusové zastávky: Přehvozdí a Přehvozdí, U hřbitova (jednosměrná zastávka, směr Kostelec nad Černými lesy).